# 道の駅くしがきの里

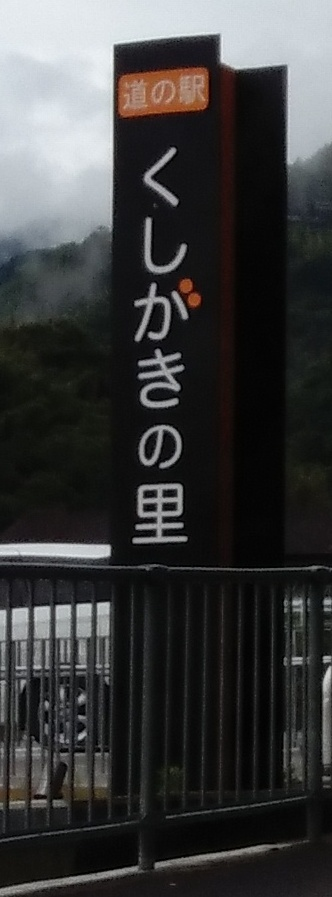
入口の看板

道の駅くしがきの里（みちのえきくしがきのさと）は、和歌山県伊都郡かつらぎ町滝にある国道480号（平道路）の道の駅である。

## 概要
2016年11月19日にプレオープンし、2017年4月2日グランドオープンした。同月1日に開通した国道480号の父鬼バイパス・鍋谷峠道路の開通式典が行われたが、当駅は新規開通区間には含まれていない。ちなみにグランドオープンはこの開通に合わせて行われている。同月1日の国道26号第二阪和国道の開通にあわせオープンした道の駅みさきと同時にオープンしている。2022年1月 鍋谷トンネル建設に貢献したとして地元選出の元和歌山県議会議員・門三佐博の顕彰碑が建立され除幕式が行われた

## 施設
国道480号の和泉市（大阪府方面）側に施設がある。
- 駐車場（普通・大型）
- トイレ：21器[2][1]
- 地元農産物販売施設
- 情報提供施設
- 飲食提供施設
- イベント広場

## アクセス
- 国道480号

## 周辺
- 京奈和自動車道かつらぎ西IC/PA
- JR和歌山線笠田駅